# Kristin Weingart
Kristin Weingart (* 1974 in Wernigerode) ist eine deutsche evangelische Theologin.

## Leben
Von 1994 bis 1998 und von 2000 bis 2002 studierte sie an der Universität Greifswald und Universität Tübingen evangelische Theologie und Physik (1996–1998) und von 1998 bis 2000 an der Hebräischen Universität Jerusalem rabbinische Literatur, mittelalterliche jüdische Philosophie und semitische Sprachen. Nach der Promotion 2013 zum Dr. theol. und Habilitation 2019 in Tübingen ist sie seit 2019 Professorin für Altes Testament und Geschichte Israels (AT I) in München.

## Schriften (Auswahl)
- Stämmevolk – Staatsvolk – Gottesvolk? Studien zur Verwendung des Israel-Namens im Alten Testament. Tübingen 2014, ISBN 978-3-16-153236-8.
- als Herausgeberin mit Joachim J. Krause und Wolfgang Oswald: Eigensinn und Entstehung der Hebräischen Bibel. Erhard Blum zum siebzigsten Geburtstag. Tübingen 2020, ISBN 3-16-156384-0.
- Gezählte Geschichte. Systematik, Quellen und Entwicklung der synchronistischen Chronologie in den Königebüchern. Tübingen 2020, ISBN 978-3-16-158295-0.